# Lipjan
Lipjan (albanska: Lipljan med böjningsformen Lipljani; serbiska Липљан, Lipljan) är en kommun i distriktet Pristina i Kosovo. Den hade 58 373 invånare år 2014.